# Karabin maszynowy MG4
Heckler & Koch MG4 – zasilany z taśmy ręczny karabinek maszynowy, kalibru 5,56 mm, opracowany i wytwarzany przez niemiecką firmę Heckler & Koch. Prace nad karabinem zaczęły się pod koniec lat 90. XX wieku, a we wrześniu 2001 pierwszy raz zaprezentowano gotową broń. Jest on następcą MG3 jako karabin wielofunkcyjny w Bundeswehrze, a także jako uzbrojenie dodatkowe w nowych Pumach. Zgodnie z koncepcją ma to być broń lekka, zapewniająca maksymalne bezpieczeństwo użytkowania i niezawodność w ciężkich warunkach oraz stosowanie amunicji różnych producentów bez potrzeby dostosowywania systemów odprowadzania gazów. Karabin oryginalnie nosił nazwę MG43, obecna została wprowadzona wraz z zaadaptowaniem go do Bundeswehry.

## Bibliografia

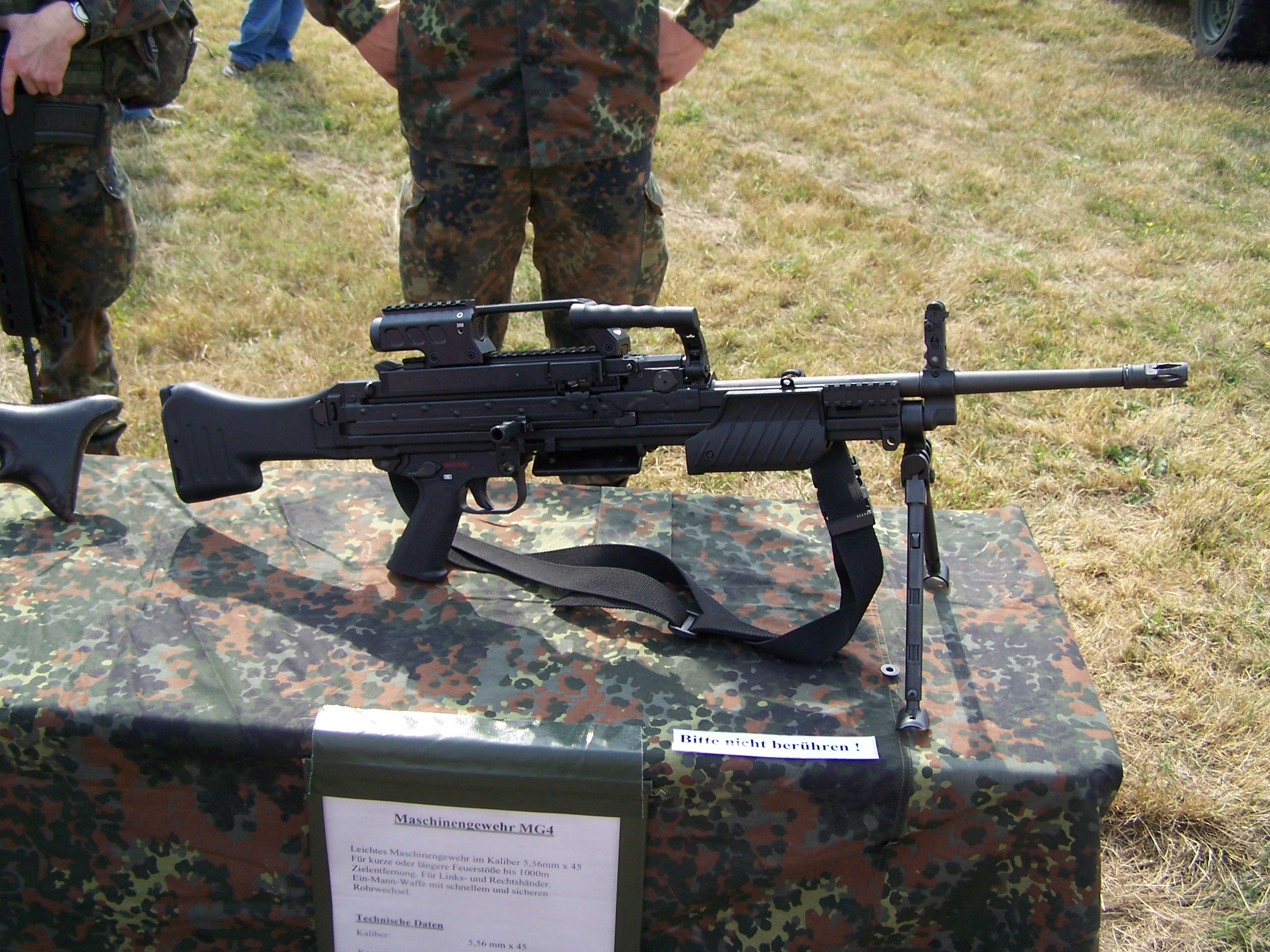
MG4 z celownikiem optycznym